# Éric Varin
Pour les articles homonymes, voir Varin.
Éric Varin, né le 9 février 1976 à Caen, est un pongiste français.
Il a fait ses débuts au club du Caen TTC, où il a connu la grande époque avec Jörgen Persson, Damien Éloi et Wang Liqin. Il est droitier, joue en topspin; il a été classé no 110 mondial, a fait partie des 5 meilleurs français, et est no 48 français en 2010.
En 1993, il est champion de France Junior en simple et en double.
En 1998, il gagne la Ligue Européenne Joola Messieurs Super Division, et est champion d’Europe par équipes à Eindhoven (Pays-Bas). La même année, il remporte les Internationaux de Finlande associé à Armand Phung. En 2001, il est qualifié aux championnats du monde à Osaka. En 2002 il rejoint le club de Levallois, et est champion de France en double avec Jean-Philippe Gatien, en 2003 médaille de bronze en simple et en 2004 vice-champion de France en double associé à Cédrik Cabestany. En 2003 il revient dans le club de ses débuts. En 2009 il passe du CAM Bordeaux  au club de Rouen et revient dans sa Normandie natale.